# Trioceros pfefferi
Espèce
Synonymes
- Chamaeleon pfefferi Tornier, 1900

Statut CITES
Trioceros pfefferi est une espèce de sauriens de la famille des Chamaeleonidae.

## Répartition
Cette espèce est endémique du Cameroun. Elle se rencontre sur les monts Koupé et Manengouba.

## Étymologie
Cette espèce est nommée en l'honneur de Georg Johann Pfeffer (1866-1933).

## Publication originale
- Tornier, 1900 : Beschreibung eines neuen Chamaeleons. Zoologische Anzeiger, vol. 23, p. 21-23 (texte intégral).